# Hällesjö församling
Hällesjö församling var en församling inom Svenska kyrkan i Härnösands stift och i Bräcke kommun i östligaste Jämtland, Jämtlands län. Församlingen uppgick 2002 i Hällesjö-Håsjö församling. 

## Administrativ historik
Församlingen har medeltida ursprung, under namnet Rotakäls församling som redan under 1300-talet namnändrade till det nuvarande. 
Församlingen utgjorde tidigt moderförsamling i pastoratet Rotakäl och Håsjö för att från omkring 1350 till 1 maj 1903 vara annexförsamling i pastoratet Ragunda, Fors, Håsjö och Hällesjö som mellan 1589 och 1 maj 1873 även omfattade Stuguns församling och från 1881 inte längre omfattade Fors församling. Från 1 maj 1903 till 2002 var församlingen moderförsamling i pastoratet Hällesjö och Håsjö. Församlingen uppgick 2002 i Hällesjö-Håsjö församling.

## Kyrkor
- Hällesjö kyrka